# 新疆生产建设兵团第五师八十九团
新疆生产建设兵团第五师八十九团是中华人民共和国新疆生产建设兵团第五师下辖的一个团，与新疆维吾尔自治区双河市友谊镇实行“团镇合一”的管理体制。

## 行政区划
新疆生产建设兵团第五师八十九团下辖以下单位：
团部、一连、二连、三连、四连、五连、七连、八连、九连、十连、十一连、十二连、十三连、十四连、原种场、园艺一连、园艺二连和园艺三连。